# Вја Искалонга (Беневенто)
Вја Искалонга је насеље у Италији у округу Беневенто, региону Кампанија.
Према процени из 2011. у насељу је живело 89 становника. Насеље се налази на надморској висини од 160 м.